# Dionne Farris
Dionne Farris (New Jersey, 1969. december 4. vagy 1968. december 4. –) Grammy-díjas amerikai énekesnő, dalszerző. Farris gyerekként Diana Ross rajongója volt – egyik legszebb emléke az volt, amikor nyolcévesen részt vett egy Ross-koncerten New Yorkban, a nagybátyja felemelte a színpadra, és Diana Ross megcsókolta.

## Pályafutása
New Jersey-ben született és nőtt fel. Az általános iskolában kezdett énekelni, tinédzserként versenyeken vett részt. Az 1990-es évek elején énekelt az Arrested Development hiphop együttes slágerében, a „Tennessee”-ben (1992). Sikert aratott debütáló albumával, a „Wild Seed – Wild Flower”-rel 1994-ben. Az albumon szerepelt egy top 10-es dal, az „I Know” is (1995). Videoklipje elnyerte a Billboard Music Video Awards díjat, mint az év legjobb pop/rock új előadója. 1996-ban Farrist Grammy-díjra is jelölték a legjobb női popénekes előadás kategóriában.

## Albumok
- Wild Seed – Wild Flower (1994)
- For Truth If Not Love (2007)
- Signs of Life, (2011)
- Dionne Get Your Gunn (2013)
- DionneDionne (2014)
- Hidden Charm (2013)

## Díjak
- 1995: Billboard Music Video Awards
- 1996: Grammy-díj – Best Female Pop Vocal Performance, 1996.